# Sibell Lygon
Lady Sibell Lygon (10 octobre 1907 - 31 octobre 2005) est une mondaine anglaise faisant partie des Bright Young People.

## Biographie
Lady Sibell Lygon est née le 10 octobre 1907, fille de William Lygon, 7e comte Beauchamp et de Lady Lettice Grosvenor .
Un incident où Sibell et sa sœur Mary Lygon sont restées bloquées à l'extérieur de leur maison, Halkin House, inspire une scène de Vile Bodies à Evelyn Waugh. Leur vie à Madresfield inspire Brideshead Revisited .
Sibell Lygon est la réceptionniste de l'établissement de coiffure et de beauté de Bond Street dirigé par Violet Cripps, ancienne épouse de son oncle maternel, Hugh Grosvenor, 2e duc de Westminster . Elle est également mondaine et journaliste et écrit des articles pour Harper's Bazaar.
En 1935, son nom est lié à celui de George II de Grèce avec Primrose Salt, Lady Mary Lygon, Lady Bridget Poulett (en) .
Le 11 février 1939, Lady Sibell Lygon épouse Michael Rowley, un concepteur d'avions de huit ans son cadet, fils de Violet Cripps. Le mariage précédent de Rowley n'ayant pas été légalement dissous, le mariage de 1939 est considéré comme de la bigamie et ils se sont de nouveau mariés en 1949. Il est mort d'une tumeur au cerveau en 1952 .
En 1953, elle est nommée maître de la Ledbury Hunt . Elle vit à Droitwich et Stow-on-the-Wold. Elle a une relation avec Francis Byrne Warman et Harry Primrose, 6e comte de Rosebery .
Elle est décédée le 31 octobre 2005 à l'âge de 98 ans et est enterrée à Madresfield.